# AMX International AMX
AMX International AMX (Ghibli) je laki jednomotorni jurišnik razvijen od strane konzorcija AMX International koji su činile talijanske tvrtke Alenia i Aermacchi te brazilski Embraer.

## Razvoj
U lipnju 1977. talijansko ratno zrakoplovstvo je objavilo natječaj za razvoj novog zrakoplova koji bi u ulozi jurišnika i izvidnika zamijenio dotadašnjeg Fiata G91R/Y i F-104G/S Starfightera. Iako je u to vrijeme Italija bila dio međunadornog projekta Tornado Multirole Combat Aircraft (razvoj zrakoplova Panavia Tornado), paralelno s Tornadom u svojoj službi talijansko zrakoplovstvo je htjelo i puno manji te jeftiniji zrakoplov.
Aeritalia (kasnije Alenia) je na takvom konceptu radila još od 1973. a kada je objavljen natječaj, s Aermacchiem je u travnju 1978. počela zajednički projekt pod nazivom Aeritalia Macchi Experimental (AMX).
Kako se istovremeno i Brazil zainteresirao za projekt lakog jurišnika, u ožujku 1981. je potpisan ugovor o izradi zajedničkih taktičko-tehničkih specifikacija, a u srpnju 1981. brazilska vlada je podržala domaćeg konstruktora zrakoplova Embraer, da se uključi u razvoj AMX projekta.
Nakon uključivanja Embraera u razvoj, raspodjela rada je izgledala ovako: Aeritalia 23,6%, Aermacchi 46,5% i Embraer 29,7%. Iako je svaka tvrtka proizvodila određeni dio zrakoplova, sve tri su naposljetku vršile završno sklapanje.
Prvi probni let prototipa se odvio 15. svibnja 1984. s pilotom Manliom Quarantelliem za kontrolama a nakon manje od mjesec dana, 1. lipnja došlo je do pada i uništenja prototipa prilikom čega se pilot Manlio uspio katapultirati ali je uskoro preminuo od ozljeda. Drugi prototip je prvi put poletio 19. studenog 1984. i nastavio testiranja. Ukupno je izrađeno sedam prototipa; uz prva dva Talijani su napravili još tri i Embraer dva. Serijska proizvodnja AMX-a je započela 1986. radovi na dvosjednoj inačici oznake AMX-T su započeli 1986. a prvi prototipovi su poletjeli 14. ožujka 1990.
AMX je u uporabu (i u Italiji i u Brazilu) ušao tijekom 1989. s tim da je u Brazilu nosio oznaku A-1

## Povijest uporabe
Talijansko je ratno zrakoplovstvo kupilo 110 AMX-a i 26 AMX-T, a trenutno u operativnoj uporabi ima 83 AMX i 23 AMX-T. Brazilsko ratno zrakoplovstvo dobilo je 79 AMX-a (A-1) i 15 AMX-T (TA-1). U prosincu 2002. Venezuela je naručila 12 AMX-ATA (Advanced Trainer Attack). U odnosu na standardni AMX-T, ova inačica ima znatno napredniju avioniku, uključujući i radar prilagođen otkrivanju ciljeva u zraku, na zemlji i moru. Također je naoružana i protubrodskim vođenim projektilima i vođenim projektilima zrak-zrak srednjeg dometa. No, zbog velikog pritiska Sjedinjenih Američkih Država, koje su stavile i zabranu na prodaju sustava američkog podrijetla, narudžba je naknadno otkazana.
Ugrađena avionika talijanskih AMX-a omogućava im djelovanje po ciljevima na zemlji samo po dobroj vidljivosti. Unatoč tome talijanski su AMX-ovi tijekom Kosovskog rata obavili čak 252 borbene zadaće bez ijednog izgubljenog aviona. AMX-ovi su djelovali samo iznad Kosova, uglavnom u misijama bliske zračne potpore, pri čemu su nosili četiri gravitacijske bombe Mk 82, ili, u kasnijoj fazi, dvije bombe istog tipa opremljene infracrvenim sustavom za navođenje Opher. U oba slučaja, osim bombi avioni su nosili i dvije rakete AIM-9L Sidewinder. Pri kraju operacije bili su sposobni rabiti i laserski vođene bombe GBU-16, ali samo u suradnji s avionima F-16CG ili A-10 jer posao oko integracije podvjesnika CLDP za označavanje ciljeva još nije bio okončan. Piloti su u svojim izvješćima tražili modifikacije i unapređenja kako bi avioni bili učinkovitiji. U globalu, izrazili su zadovoljstvo mogućnostima aviona AMX. U završnoj fazi operacije, NATO-u je na raspolaganju bilo deset operativnih aviona AMX (plus izvidnički par).
Međutim, kako bi im se poboljšale borbene mogućnosti, u veljači 2005. korporacija Alenia Aeronautica je dobila ugovor za modernizaciju 43 jednosjeda i 12 dvosjeda. Modernizacija uključuje ugradnju novog GPS/inercijskog navigacijskog sustava, novog komunikacijskog sustava i novog identifikacijskog (IFF) sustava. Piloti će dobiti i nove prikaznike kao dio prilagodbe aviona uporabi novih "pametnih" oružja kao što su Boeing JDAM.
Isporuka moderniziranih talijanskih AMX-ova započela je sredinom 2007. taj im je način operativni vijek produžen najmanje do 2015. godine i do dolaska većeg broja F-35 Lightninga II.

## Inačice
- AMX-T

Napredni školski zrakoplov. Može borbeno djelovati.
- AMX-ATA

(Advanced Trainer Attack), dvosjedna inačica koja ima radar prilagođen otkrivanju ciljeva u zraku, na zemlji i moru. Također je naoružana i protubrodskim vođenim projektilima i vođenim projektilima zrak-zrak srednjeg dometa.
- AMX-E

Inačica za elektronsko ratovanja, bazirana na AMX-T. Trebala je koristiti opremu za ometanje te imati mogućnost nošenja raketa AGM-88 Harm, no od projekta se odustalo još u fazi planiranja.

## Tehničke karakteristike
Osnovne karakteristike
- posada: 1
- dužina: 13,23 m
- raspon krila: 8,87 m
- površina krila: 21 m2
- visina: 4,55 m

Letne karakteristike
- najveća brzina: 1.162 km/h
- ekonomska brzina: 950 km/h
- dolet: 3.330 km
- brzina penjanja: 52 m/s
- najveća visina leta: 13.000 m
- specifično opterećenje krila: 512 kg/m2
- motor: 1× Rolls-Royce Spey 807 turbofen motor